# Panetolikos FC
Panetolikós FC ( în greacă Παναιτωλικός Γυμναστικός Φιλεκπαιδευτικός Σύλλογος / Panetolikós Gymnastikós Filekpedeftikós Sýllogos ) este un club de fotbal profesionist din orașul Agrinio, Grecia care evoluează în Superliga Greacă. Echipa își joacă meciurile de acasă pe stadionul cu același nume Panetolikos. 

## Istoria clubului
Panetolikos a fost fondată marți, 9 martie 1926, cu scopul, așa cum se menționează în statutele sale: „Dezvoltarea și intensificarea gimnasticii și cursei, supravegherea -ETICĂ- și posibila educație post-școlară a minorilor, prin copilărie școlile de est sau de duminică". Oamenii au avut ideea de a crea clubul, au făcut actul: „Mintea sănătoasă într-un corp sănătos”. Gândul și scopul fără precedent al fondatorilor, de a oferi educație copiilor nevoiași prin școlile sale de noapte, au adăugat în titlul său cuvântul „Educator Educațional” și a devenit un exemplu pentru a imita toate asociațiile din Grecia. Dincolo de sport, oferta sa socială a fost enormă în vremuri foarte dificile. Sute de copii săraci au învățat scrisori la școlile de noapte care lucrau și se îngrijeau în societate. Această organizație atletico-socială a scris pagini de glorie pentru Agrinio. Au fost create secțiuni de sport clasic, volei, baschet, tir, etc., deși echipa sa de fotbal a fost cea iubită de etolieni și akarnani.
Panetolikos este considerat unul dintre cluburile istorice din Grecia, în ciuda faptului că a jucat cel mai des în divizia a doua. Unii dintre cei mai cunoscuți jucători care și-au început cariera în club sunt Stratos Apostolakis, fost deținător al recordului la selecțiile echipelor naționale (96), și Petros Michos, sunt doi dintre cei mai cunoscuți jucători care și-au început cariera cu Panetolikos.
Culorile echipei sunt galben și albastru. Simbolul clubului este Titormus, vechiul erou etolian și deviza lor este „ Τίτορμος Αιτωλός Ούτος Άλλος Ηρακλής” ( Títormos Etolós Oútos Állos Iraklís), tradus ca Titormus etolianul este un alt Heracles.

### Era Kostoulas
În vara anului 2005, noul proprietar grec Fotis Kostoulas, venit din Suedia și dorind să ia frâiele echipei orașului din care a venit, și-a prezentat planurile pentru viitorul clubului și a urmat o renovare radicală a stadionului. Mai precis, următoarele proiecte au fost finalizate până la sfârșitul anului 2006: gazon nou, construirea unui adăpost deasupra arenei de vest, renovarea interiorului (vestiare, cafe-bar, cluburi, magazine de tip boutique), construirea de noi ziare și apartamente, pe cele două platforme, regenerarea zonei înconjurătoare. În plus, în 2009, a fost construită o nouă friză acoperită cu o capacitate de aproximativ 120 de locuri distincte deasupra micului stand de est.

### Stadion

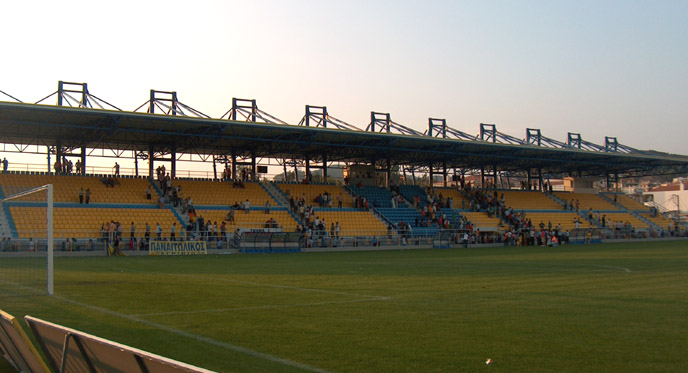
Stadionul Panetolikos, vedere din interior în 2006

Stadionul Panetolikos ( în greacă: Γήπεδο Παναιτωλικού - Gipedo Panetolikou ) este un stadion de fotbal din Agrinio, Grecia. În prezent este folosit pentru meciuri de fotbal, în principal ca stadion de acasă al Panetolikos. Este situat pe strada Prousiotissis și are o capacitate de 7.321 de persoane. Cea mai mare prezență a fost de 11.012 persoane în timpul unui meci împotriva echipei de top, Olympiacos din 1977. Există planuri de a crește capacitatea de locuri a stadionului la 8.800 de spectatori. În prezent, prezența medie este de 6.000.
Stadionul Panetolikos are trei tribune. A fost folosit ca teren de fotbal din 1930, însă primul stand (cel mic) nu a fost construit decât la mijlocul anilor 1950. Standul principal de vest a fost construit în anii 1970. Din păcate, în anii care au urmat, nu s-a mai întâmplat nimic altceva pe stadion, care a căzut treptat în paragină. Aceasta a fost situația până în 2005, când noul proprietar al clubului, Fotis Kostoulas, și-a dezvăluit planurile de reconstrucție completă a stadionului.

### Facilități
Centrul de instruire Panetolikos, numit "Emileon", în apartamentul municipal din Dokimi, Agrinio. Emileon, centrul de instruire care scapă de standardele grecești și se apropie de cel european. O adevărată bijuterie, nu numai pentru „canari”, ci și pentru sportul grecesc în ansamblu. O bijuterie realizată de președintele Panetolikos, Fotis Kostoulas. Terenuri de fotbal, piscine, terenuri, tenis, baschet și volei pe plajă creează un loc unic. Un loc care se bucură nu numai de jucătorii de fotbal, ci și de cetățenii din Agrinio.

### Suporteri
Chiar dacă Agrinio este un oraș mic, susținătorii Panetolikos cunoscuți drept „Războinicii” și „Guerreros”  sunt cunoscuți pentru loialitatea față de echipa lor. Suporterii pot fi încadrați categoric în Poarta 6, care reprezintă cea mai radicală și mai tânără parte a bazei de fani a echipei și a altor uniuni de fani care atrag fanii Panetolikos mai puțin radicali și mai în vârstă. Promovarea în prima divizie a pus în mișcare mai multe cluburi de fani Panetolikos din Aetoloakarnania și nordul Greciei (Salonic). Până în prezent, prestigioasele cluburi de fani ale echipei sunt:
Poarta 6
- 1. Războinicii (Fan club în Agrinio, din 1981)
- 2. Guerreros (Fan club din Atena)
- 3. Brooklyn (Fan club în Agrinio, zona Sf. Dimitrie)

Alte cluburi de fani
- 4. LE.FI.PA. (Clubul fanilor Panetolikos din Agrinio)
- 5. S.F.P (Clubul suporterilor Panetolikos din Agrinio)

### Porecle
Panetolikos a primit porecla Canarii ( în greacă: Τα καναρίνια ) în anii 1960, datorită culorii echipei. Panetolikos este foarte mândru de porecla sa, astfel mascota sa este un canar cu numele PANETOS. Panetolikos a primit și porecla Titormus, de la eroul antic.

## Palmares
| Național | Liga greacă   | Divizia | Titluri | Sezoane          |
| -------- | ------------- | ------- | ------- | ---------------- |
| Național | Superliga 2   | a doua  | 2       | 1975, 2011       |
| Național | Gamma Ethniki | a treia | 3       | 1985, 1992, 1996 |
| Național | Delta Ethniki | a patra | 2       | 1989, 2004       |